# Диэтилцинк
Диэтилцинк — металлоорганическое соединение цинка с формулой Zn(С2H5)2. При комнатной температуре представляет собой устойчивую, но реакционноспособную бесцветную жидкость.

## Получение
- Взаимодействие металлического цинка с диэтилртутью:

{\displaystyle {\mathsf {Zn+Hg(C_{2}H_{5})_{2}\ {\xrightarrow {CO_{2}}}\ Zn(C_{2}H_{5})_{2}+Hg\downarrow }}}
- Реакция хлорида цинка и иодида этилмагния:

{\displaystyle {\mathsf {ZnCl_{2}+2(C_{2}H_{5})MgI\ {\xrightarrow {CO_{2}}}\ Zn(C_{2}H_{5})_{2}+MgI_{2}+MgCl_{2}}}}
- Разложение иодида этилцинка:

{\displaystyle {\mathsf {2(C_{2}H_{5})ZnI\ {\xrightarrow {CO_{2},t}}\ Zn(C_{2}H_{5})_{2}+ZnI_{2}}}}

## Физические свойства
Диэтилцинк образует устойчивую бесцветную жидкость, плавится при −30 °С, кипит при 118 °С, разлагается при нагревании выше 200 °С.

## Химические свойства
- Окисляется на воздухе, обычно с воспламенением:

{\displaystyle {\mathsf {Zn(C_{2}H_{5})_{2}+O_{2}\ {\xrightarrow {t}}\ Zn(C_{2}H_{5}O)_{2}}}}
- Соединение хорошо реагирует с водой, аммиаком, спиртами и другими кислородсодержащими органическими веществами:

{\displaystyle {\mathsf {Zn(C_{2}H_{5})_{2}+2H_{2}O\ {\xrightarrow {}}\ Zn(OH)_{2}+2C_{2}H_{6}\uparrow }}}
- Окисляется эфирным раствором пероксида водорода с образованием пероксида цинка ZnO2.

## Безопасность
Диэтилцинк является пирофорным веществом, то есть самопроизвольно загорается при контакте с воздухом. По этой причине эксперименты с этим веществом необходимо проводить в инертной атмосфере (азот, аргон, диоксид углерода). Температура самовозгорания диэтилцинка равна −18 °С, что позволяет отнести его к категории особо опасных ЛВЖ.